# Démocrates européens (Tchéquie)
Pour le parti européen, voir Démocrates européens.
Les Démocrates européens (en tchèque : Evropští demokraté), ou ED, sont un petit parti politique de la République tchèque de type libéral.
Ils ont été fondés à l'été 2002 par Jan Kasl, ancien maire de Prague — actuellement c'est le principal parti d'opposition dans le conseil municipal pragois.
En juin 2004, ils se sont alliés avec l'Union des indépendants qui a obtenu avec eux 11 % des voix et élu 3 député européens, dont un représentant les ED.

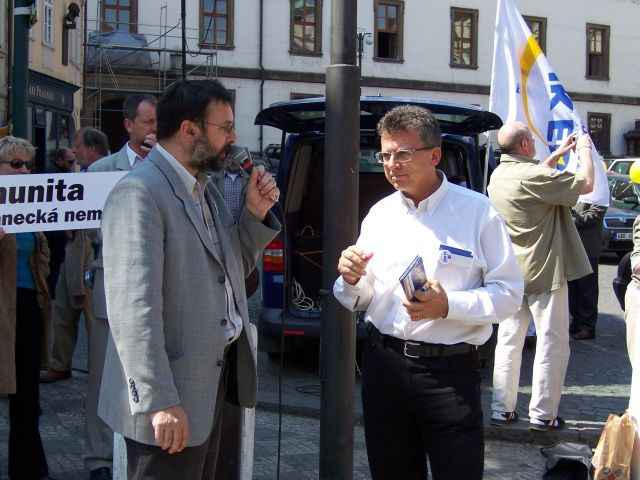
Jan Kasl en 2006